# Football League Cup 1981-1982
La Football League Cup 1981-1982, conosciuta anche con il nome di Milk Cup per motivi di sponsorizzazione, è stata la 22ª edizione del terzo torneo calcistico più importante del calcio inglese, la 16ª in finale unica. La manifestazione, ebbe inizio il 31 agosto 1981 e si concluse il 13 marzo 1982 con la finale di Wembley.
Il trofeo fu vinto per la seconda volta consecutiva dal Liverpool, che nell'atto conclusivo si impose sul Tottenham Hotspur con il punteggio di 3-1 dopo i tempi supplementari.

## Formula
La Football League Cup era riservata alle 92 squadre della Football League. Il torneo era composto da scontri ad eliminazione diretta, che prevedevano nel primo e nel secondo turno, due match: regola dei gol in trasferta in caso di parità, ma solo dopo i tempi supplementari ed a seguire eventuali calci di rigore. Analogamente anche le semifinali, si disputavano con il doppio confronto di andata e di ritorno, ma a differenza di quanto accadeva nei primi due round, una parità di gol nell'aggregato anche dopo i supplementari, dava luogo all'effettuazione della partita di ripetizione (quindi niente regola dei gol fuori casa). Mentre dal terzo al quinto turno ed in finale si giocava una singola gara: se l'esito risultava un pareggio si procedeva ad una ripetizione a campi invertiti fino a quando non c'era una vincitrice (in finale invece si rigiocava sempre in campo neutro). Nell'eventualità di un pari anche nel replay si disputavano i tempi supplementari.
|                              | Squadre che entrano in questo turno                                                                    | Squadre qualificate dal turno precedente    |
| ---------------------------- | --- | ------------------------------------------- |
| Primo turno (56 squadre)     | - 24 squadre dalla Fourth Division - 24 squadre dalla Third Division - 8 squadre dalla Second Division |                                             |
| Secondo turno (64 squadre)   | - 22 squadre dalla First Division - 14 squadre dalla Second Division                                   | - 28 squadre vincitrici del primo turno     |
| Terzo turno (32 squadre)     | | - 32 squadre vincitrici del secondo turno   |
| Quarto turno (16 squadre)    | | - 16 squadre vincitrici del terzo turno     |
| Quarti di finale (8 squadre) | | - 8 squadre vincitrici del quarto turno     |
| Semifinali (4 squadre)       | | - 4 squadre vincitrici dei quarti di finale |
| Finale (2 squadre)           | | - 2 squadre vincitrici delle semifinali     |

## Primo turno
| Squadra 1         | Totale          | Squadra 2        | Andata           | Ritorno           |
| ----------------- | --------------- | ---------------- | ---------------- | ----------------- |
|                   |                 |                  | 31 agosto 1981   | 14 settembre 1981 |
| Wigan             | 5 - 1           | Stockport County | 3 - 0            | 2 - 1             |
|                   |                 |                  | 1 settembre 1981 | 14 settembre 1981 |
| Scunthorpe Utd    | 0 - 2           | Mansfield Town   | 0 - 0            | 0 - 2             |
|                   |                 |                  | 1 settembre 1981 | 15 settembre 1981 |
| Aldershot         | 3 - 1           | Wimbledon FC     | 0 - 0            | 3 - 1             |
| Bolton            | 4 - 5           | Oldham Athletic  | 2 - 1            | 2 - 4 (d.t.s.)    |
| Bournemouth       | 0 - 3           | Fulham           | 0 - 1            | 0 - 2             |
| Bristol City      | 2 - 1           | Walsall          | 2 - 0            | 0 - 1             |
| Bury              | 4 - 5           | Carlisle Utd     | 3 - 3            | 1 - 2 (d.t.s.)    |
| Colchester Utd    | 3 - 1           | Gillingham       | 2 - 0            | 1 - 1             |
| Darlington        | 1 - 5           | Rotherham Utd    | 1 - 3            | 1 - 2             |
| Doncaster         | 1 - 1 (gfc)     | Chesterfield     | 0 - 0            | 1 - 1             |
| Halifax Town      | 1 - 2           | Preston N.E.     | 1 - 2            | 0 - 0             |
| Huddersfield Town | 7 - 3           | Rochdale         | 3 - 1            | 4 - 2             |
| Sheffield Utd     | 2 - 1           | York City        | 1 - 0            | 1 - 1             |
| Tranmere          | 7 - 5           | Burnley          | 4 - 2            | 3 - 3             |
| Wrexham           | 5 - 2           | Swindon Town     | 3 - 2            | 2 - 0             |
|                   |                 |                  | 1 settembre 1981 | 16 settembre 1981 |
| Leyton Orient     | 3 - 4 (6-7 dcr) | Millwall         | 1 - 1            | 2 - 3             |
| Northampton Town  | 3 - 2           | Hartlepool Utd   | 2 - 0            | 1 - 2             |
|                   |                 |                  | 2 settembre 1981 | 14 settembre 1981 |
| Hereford Utd      | 1 - 3           | Port Vale        | 1 - 1            | 0 - 2             |
|                   |                 |                  | 2 settembre 1981 | 15 settembre 1981 |
| Crewe Alexandra   | 1 - 2           | Bristol Rovers   | 1 - 1            | 0 - 1 (d.t.s.)    |
| Lincoln City      | 4 - 1           | Hull City        | 3 - 0            | 1 - 1             |
| Oxford Utd        | 3 - 0           | Brentford        | 1 - 0            | 2 - 0             |
| Peterborough Utd  | 2 - 9           | Barnsley         | 2 - 3            | 0 - 6             |
| Reading           | 3 - 5           | Charlton         | 2 - 2            | 1 - 3 (d.t.s.)    |
| Torquay Utd       | 2 - 3           | Newport County   | 2 - 3            | 0 - 0             |
|                   |                 |                  | 2 settembre 1981 | 16 settembre 1981 |
| Bradford City     | 3 - 1           | Blackpool        | 3 - 1            | 0 - 0             |
| Cardiff City      | 3 - 4           | Exeter City      | 2 - 1            | 1 - 3 (d.t.s.)    |
| Southend Utd      | 1 - 4           | Portsmouth       | 0 - 0            | 1 - 4             |
|                   |                 |                  | 8 settembre 1981 | 15 settembre 1981 |
| Chester City      | 1 - 2           | Plymouth         | 1 - 1            | 0 - 1             |

## Secondo turno
| Squadra 1         | Totale          | Squadra 2         | Andata         | Ritorno         |
| ----------------- | --------------- | ----------------- | -------------- | --------------- |
|                   |                 |                   | 5 ottobre 1981 | 28 ottobre 1981 |
| Tranmere          | 1 - 4           | Port Vale         | 0 - 2          | 1 - 2           |
|                   |                 |                   | 6 ottobre 1981 | 27 ottobre 1981 |
| Aldershot         | 2 - 3           | Wigan             | 2 - 2          | 0 - 1           |
| Barnsley          | 4 - 3           | Swansea City      | 2 - 0          | 2 - 3 (d.t.s.)  |
| Bristol Rovers    | 2 - 5           | Northampton Town  | 1 - 2          | 1 - 3           |
| Carlisle Utd      | 1 - 2           | Bristol City      | 0 - 0          | 1 - 2           |
| Colchester Utd    | 5 - 4           | Cambridge Utd     | 3 - 1          | 2 - 3 (d.t.s.)  |
| Doncaster         | 1 - 2           | Crystal Palace    | 1 - 0          | 0 - 2           |
| Everton           | 2 - 1           | Coventry City     | 1 - 1          | 1 - 0           |
| Grimsby Town      | 2 - 3           | Watford           | 1 - 0          | 1 - 3           |
| Huddersfield Town | 1 - 2           | Brighton          | 1 - 0          | 0 - 2           |
| Luton Town        | 1 - 2           | Wrexham           | 0 - 2          | 1 - 0           |
| Middlesbrough     | 2 - 1           | Plymouth          | 2 - 1          | 0 - 0           |
| Oldham Athletic   | 1 - 0           | Newport County    | 1 - 0          | 0 - 0           |
| QPR               | 7 - 2           | Portsmouth        | 5 - 0          | 2 - 2           |
| Sheffield Utd     | 1 - 2           | Arsenal           | 1 - 0          | 0 - 2 (d.t.s.)  |
|                   |                 |                   | 6 ottobre 1981 | 28 ottobre 1981 |
| Birmingham City   | 3 - 5           | Nottingham Forest | 2 - 3          | 1 - 2           |
| Millwall          | 3 - 4           | Oxford Utd        | 3 - 3          | 0 - 1           |
| Preston N.E.      | 1 - 4           | Leicester City    | 1 - 0          | 0 - 4           |
| Shrewsbury Town   | 4 - 5           | West Bromwich     | 3 - 3          | 1 - 2           |
| Southampton       | 2 - 3           | Chelsea           | 1 - 1          | 1 - 2 (d.t.s.)  |
|                   |                 |                   | 7 ottobre 1981 | 26 ottobre 1981 |
| Bradford City     | 5 - 4           | Mansfield Town    | 3 - 4          | 2 - 0           |
|                   |                 |                   | 7 ottobre 1981 | 27 ottobre 1981 |
| Aston Villa       | 5 - 3           | Wolverhampton     | 3 - 2          | 2 - 1           |
| Blackburn         | 3 - 2           | Sheffield Weds    | 1 - 1          | 2 - 1           |
| Derby County      | 2 - 5           | West Ham Utd      | 2 - 3          | 0 - 2           |
| Leeds Utd         | 0 - 4           | Ipswich Town      | 0 - 1          | 0 - 3           |
| Lincoln City      | 4 - 3           | Notts County      | 1 - 1          | 3 - 2           |
| Newcastle Utd     | 1 - 4           | Fulham            | 1 - 2          | 0 - 2           |
|                   |                 |                   | 7 ottobre 1981 | 28 ottobre 1981 |
| Liverpool         | 11 - 0          | Exeter City       | 5 - 0          | 6 - 0           |
| Manchester City   | 2 - 2 (9-8 dcr) | Stoke City        | 2 - 0          | 0 - 2 (d.t.s.)  |
| Norwich City      | 0 - 2           | Charlton          | 0 - 1          | 0 - 1           |
| Sunderland        | 5 - 3           | Rotherham Utd     | 2 - 0          | 3 - 3           |
| Tottenham         | 2 - 0           | Manchester Utd    | 1 - 0          | 1 - 0           |

## Terzo turno
| Squadra 1        | Risultato | Squadra 2         |
| ---------------- | --------- | ----------------- |
| 10 novembre 1981 |           |                   |
| Arsenal          | 1 - 0     | Norwich City      |
| Barnsley         | 4 - 1     | Brighton          |
| Ipswich Town     | 1 - 1     | Bradford City     |
| Liverpool        | 4 - 1     | Middlesbrough     |
| Oldham Athletic  | 1 - 1     | Fulham            |
| QPR              | 3 - 0     | Bristol City      |
| Tranmere         | 1 - 0     | Colchester Utd    |
| Watford          | 2 - 2     | Lincoln City      |
| West Ham Utd     | 2 - 2     | West Bromwich     |
| 11 novembre 1981 |           |                   |
| Blackburn        | 0 - 1     | Nottingham Forest |
| Everton          | 1 - 0     | Oxford Utd        |
| Leicester City   | 0 - 0     | Aston Villa       |
| Manchester City  | 3 - 1     | Northampton Town  |
| Sunderland       | 0 - 1     | Crystal Palace    |
| Tottenham        | 2 - 0     | Wrexham           |
| Wigan            | 4 - 2     | Chelsea           |

### Replay
| Squadra 1        | Risultato      | Squadra 2       |
| ---------------- | -------------- | --------------- |
| 17 novembre 1981 |                |                 |
| Fulham           | 3 - 0          | Oldham Athletic |
| 24 novembre 1981 |                |                 |
| West Bromwich    | 1 - 1 (d.t.s.) | West Ham Utd    |
| 25 novembre 1981 |                |                 |
| Aston Villa      | 2 - 0          | Leicester City  |
| Lincoln City     | 2 - 3          | Watford         |
| 2 dicembre 1981  |                |                 |
| Bradford City    | 2 - 3 (d.t.s.) | Ipswich Town    |

### Secondo Replay
| Squadra 1       | Risultato | Squadra 2     |
| --------------- | --------- | ------------- |
| 1 dicembre 1981 |           |               |
| West Ham Utd    | 0 - 1     | West Bromwich |

## Quarto turno
| Squadra 1         | Risultato | Squadra 2       |
| ----------------- | --------- | --------------- |
| 1 dicembre 1981   |           |                 |
| Arsenal           | 0 - 0     | Liverpool       |
| Watford           | 4 - 1     | QPR             |
| Wigan             | 1 - 2     | Aston Villa     |
| 2 dicembre 1981   |           |                 |
| Barnsley          | 1 - 0     | Manchester City |
| Nottingham Forest | 2 - 0     | Tranmere        |
| Tottenham         | 1 - 0     | Fulham          |
| 15 dicembre 1981  |           |                 |
| Crystal Palace    | 1 - 3     | West Bromwich   |
| Everton           | 2 - 3     | Ipswich Town    |

### Replay
| Squadra 1       | Risultato      | Squadra 2 |
| --------------- | -------------- | --------- |
| 8 dicembre 1981 |                |           |
| Liverpool       | 3 - 0 (d.t.s.) | Arsenal   |

## Quarti di finale
| Squadra 1       | Risultato | Squadra 2         |
| --------------- | --------- | ----------------- |
| 12 gennaio 1982 |           |                   |
| Liverpool       | 0 - 0     | Barnsley          |
| 18 gennaio 1982 |           |                   |
| Ipswich Town    | 2 - 1     | Watford           |
| Tottenham       | 1 - 0     | Nottingham Forest |
| 19 gennaio 1982 |           |                   |
| Aston Villa     | 0 - 1     | West Bromwich     |

### Replay
| Squadra 1       | Risultato | Squadra 2 |
| --------------- | --------- | --------- |
| 19 gennaio 1982 |           |           |
| Barnsley        | 1 - 3     | Liverpool |

## Semifinali
| Squadra 1     | Totale | Squadra 2 | Andata          | Ritorno          |
| ------------- | ------ | --------- | --------------- | ---------------- |
|               |        |           | 2 febbraio 1982 | 9 febbraio 1982  |
| Ipswich Town  | 2 - 4  | Liverpool | 0 - 2           | 2 - 2            |
|               |        |           | 3 febbraio 1982 | 10 febbraio 1982 |
| West Bromwich | 0 - 1  | Tottenham | 0 - 0           | 0 - 1            |

## Finale
| Arbitro: | Peter Willis |

|                            |           |               |
| Whelan 87’, 111’ Rush 119’ | Marcatori | 11’ Archibald |

| Liverpool | Tottenham Hotspur |

| LIVERPOOL       |    |                    |  |          |
|                 |    |                    |  |          |
| P               | 1  | Bruce Grobbelaar   |  |          |
| D               | 2  | Phil Neal          |  |          |
| D               | 3  | Mark Lawrenson     |  |          |
| D               | 4  | Alan Kennedy       |  |          |
| C               | 5  | Ronnie Whelan      |  |          |
| D               | 6  | Phil Thompson      |  |          |
| C               | 7  | Kenny Dalglish     |  |          |
| C               | 8  | Sammy Lee          |  |          |
| A               | 9  | Ian Rush           |  |          |
| C               | 10 | Terry McDermott    |  | Uscita   |
| C               | 11 | Graeme Souness (C) |  |          |
| A disposizione: |    |                    |  |          |
| A               | 12 | David Johnson      |  | Ingresso |
| Manager:        |    |                    |  |          |
| Bob Paisley     |    |                    |  |          |

| TOTTENHAM HOTSPUR |    |                    |        |          |
|                   |    |                    |        |          |
| P                 | 1  | Ray Clemence       |        |          |
| D                 | 2  | Chris Hughton      |        |          |
| D                 | 3  | Paul Miller        |        |          |
| D                 | 4  | Paul Price         |        |          |
| C                 | 5  | Micky Hazard       | Uscita |          |
| C                 | 6  | Steve Perryman (C) |        |          |
| C                 | 7  | Osvaldo Ardiles    |        |          |
| A                 | 8  | Steve Archibald    |        |          |
| C                 | 9  | Tony Galvin        |        |          |
| C                 | 10 | Glenn Hoddle       |        |          |
| A                 | 11 | Garth Crooks       |        |          |
| A disposizione:   |    |                    |        |          |
| C                 | 12 | Ricardo Villa      |        | Ingresso |
| Manager:          |    |                    |        |          |
| Keith Burkinshaw  |    |                    |        |          |